# Stereodon ctenium
Stereodon ctenium là một loài Rêu trong họ Hypnaceae. Loài này được (Schimp. ex Besch.) Broth. miêu tả khoa học đầu tiên năm 1902.